# Shadows of the Sun
Shadows of the Sun är det sjunde studioalbumet av det norska black metal-bandet Ulver. (Dessutom har bandet spelat in två soundtrack-album). Albumet utgavs 2007 av skivbolaget Jester Records.

## Låtförteckning
1. "Eos" – 5:05
2. "All the Love" – 3:42
3. "Like Music" – 3:30
4. "Vigil" – 4:27
5. "Shadows of the Sun" – 4:36
6. "Let the Children Go" – 3:50
7. "Solitude" (Black Sabbath-cover) – 3:53
8. "Funebre" – 4:26
9. "What Happened?" – 6:25

- Text och musik: Ulver (spår 1–6, 8, 9), Bill Ward / Geezer Butler / Ozzy Osbourne / Tony Iommi (spår 7)

## Medverkande
Musiker (Ulver-medlemmar)
- Trickster G. (Kristoffer Rygg) – sång
- Tore Ylwizaker (Tore Ylvisaker) – keyboard
- Jørn H. Sværen – div. instrument

Bidragande musiker
- André Orvik – violin
- Dorthe Dreier – viola
- Hans Josef Groh – cello
- Vegard Johnsen – violin (spår 1, 4, 9)
- Mathias Eick – trumpet (spår 2, 6, 7)
- Christian Fennesz – supplemental shimmer (spår 4)
- Espen Jørgensen – akustisk gitarr (spår 4), elektrisk gitarr (spår 3, 7)
- Pamelia Kurstin – theremin (spår 1, 8)

Produktion
- Kristoffer Rygg – producent
- Tore Ylwizaker – producent, ljudtekniker, ljudmix
- Audun Strype – mastering
- Trine Paulsen – omslagskonst
- Kim Sølve – omslagskonst